# Masiaca
Masiaca es un pueblo del sur del estado de Sonora, México. Según el censo de 2020, tiene una población de 1505 habitantes.
Su nombre proviene de la palabra ¨masiacahui¨, que, en lengua yoreme mayo, significa cerro de ciempiés. Es reconocido por sus artesanías como los huaraches, las máscaras de pascola, los cintos, etc. Su comunidad indígena habla la lengua yoreme o mayo.

## Lugares turísticos
- La iglesia de Masiaca
- Hipódromo San Miguel Las Palmas
- La plaza de Masiaca
- El arroyo
- Cerro "El Terucuchi"
- El Aguaje

## Fauna
Tiene varias especies de animales; algunos de ellos son:
- venados
- conejos
- coyotes
- liebres
- cuervos
- búhos
- lagartijas
- iguanas

## Flora
El clima es desértico con monte seco, con una variedad de plantas
- cactus sahuaro y pitaya Stenocereus queretaroensis
- mezquites
- palo-fierro

## Festejos
En Masiaca hay festejos como:
- Día de San Miguel
- Día de La Bandera
- Semana Santa